# Oligobrachia
Oligobrachia is een geslacht van borstelwormen uit de familie van de Siboglinidae.

## Soorten
- Oligobrachia dogieli Ivanov, 1957
- Oligobrachia erythrocephala Southward, 1972
- Oligobrachia floridana Nielsen, 1965
- Oligobrachia gracilis Southward, 1978
- Oligobrachia haakonmosbiensis Smirnov, 2000
- Oligobrachia hawaiiensis Southward, 1981
- Oligobrachia ivanovi Southward, 1959
- Oligobrachia kernohanae Batham, 1973
- Oligobrachia mashikoi Gureeva & Ivanov, 1986
- Oligobrachia plicata Ivanov & Gureeva, 1980
- Oligobrachia webbi Brattegard, 1966